# TSV Brunsbüttelkoog
Der TSV Brunsbüttelkoog war ein Sportverein aus Brunsbüttel im Kreis Dithmarschen. Die erste Fußballmannschaft spielte zehn Jahre in der höchsten Amateurliga Schleswig-Holsteins.

## Geschichte
Der Verein entstand im Jahre 1946 als Nachfolger der Vereine MTV Brunsbüttelhafen, Fortuna Brunsbüttelkoog und dem im Jahre 1933 von den Nationalsozialisten verbotenen Freien Turnerschaft Brunsbüttelkoog. Zwei Jahre später gehörte der TSV zu den Gründungsmitgliedern der eingleisigen Landesliga Schleswig-Holstein, musste die Liga als Tabellenletzter wieder verlassen. Nach dem sofortigen Wiederaufstieg konnte sich die Mannschaft im seinerzeit zweitklassigen Oberhaus von Schleswig-Holstein etablieren.
Die heimstarke Mannschaft erwarb sich den Ruf eines Favoritenschrecks. Torjäger Hein Rosenau wurde mehrfach Torschützenkönig der Liga und Uwe Witt (1957) und Uwe Stothfang (1954) wurden in die Nachwuchsauswahlen des DFB berufen. Im Jahre 1953 erreichte der TSV mit dem sechsten Platz seinen sportlichen Zenit. In der Folgezeit ging es bergab und 1958 musste der TSV mit nur zwei Saisonsiegen die mittlerweile Amateurliga Schleswig-Holstein genannte Spielklasse verlassen.
In der 2. Amateurliga West kam der TSV zumeist nicht über Mittelfeldplätze hinaus. Saisonhöhepunkte zu dieser Zeit waren die Derbys gegen den Lokalrivalen VfB Brunsbüttelkoog. In den Jahren 1964 und 1966 scheiterte der TSV in der Aufstiegsrunde an der Rückkehr in die Landesliga. Sportlich wurde 1967 der Aufstieg zwar geschafft, jedoch wurde der Verein vom SHFV wegen eines Verstoßes gegen das Amateurstatut disqualifiziert.
Am 21. April 1967 fusionierte der TSV Brunsbüttelkoog mit dem VfB Brunsbüttelkoog und dem BSV Brunsbüttel zum BSC Brunsbüttel. Mit Horst Wohlers brachte der TSV einen späteren Bundesligaspieler und -trainer hervor.